# فهيد (اسم)
فهيد هو اسم علم مذكر من أصل عربي، ومعناه هو تصغير فهد.

## شخصيات تحمل الاسم
- فهيد الديحاني (لاعب رماية كويتي، 11 أكتوبر 1966 – )
- فهيد الشمري (لاعب كرة قدم قطري، 23 يوليو 1982 – )
- فهيد الفهيد (لاعب كرة قدم سعودي، 18 يونيو 1988 – )
- فهيد بن خلف الله (لاعب كرة قدم تونسي، 9 أكتوبر 1982[3] – )

## وصلات خارجية
- موسوعة السلطان قابوس لأسماء العرب نسخة محفوظة 5 أبريل 2019 على موقع واي باك مشين.